# کنکیروس (روستا)
کنکیروس (به پرتغالی:Conqueiros) یک روستای پرتغالی در ناحیه لیریا است. بوبی، مسن ترین سگ جهان در این روستا زندگی میکرد.

## جغرافیا
در این منطقه جنگ‌های کاج، تاکستان‌ها، باغ‌های زیتون و اکالیپتوس به وفور یافت می‌شود. خاک این منطقه بسیار حاصلخیز است و به ندرت به آبیاری نیاز است.